# Masakpaidu
Masakpaidu (auch Massabendu) war eine Siedlung in Sierra Leone. Die Überreste der Siedlung liegen im Distrikt Kono im Chiefdom Nimmi Yema.
Masakpaidu wurde auf einer flachen Erhebung im Mündungsgebiet der Flüsse Bafi und Bagwa errichtet, die sich dort zum Fluss Sewa vereinen, als zusätzlicher Schutz verfügte die Siedlung über eine Befestigung, die bereits um 1800 errichtet wurde. Die Befestigung bestand aus einer Einfriedung aus etwa 3,5 Meter langen Pflöcken aus Kapokholz, die mit einem etwa 300 Meter langen Graben umgeben war. Die Palisade war mit zwei Eingängen versehen, zu denen eine Pfahlbrücke über den Graben führte, die nachts oder bei einem Angriff eingezogen werden konnte. Masakpaidu wurde um 1893 aufgegeben, als Truppen unter Almamy Suluku das Gebiet einnahmen.
Teile der Palisade sowie der Graben bestehen noch heute. Die Überreste wurden 1949 als Nationaldenkmal des Staates Sierra Leone unter Schutz gestellt.